# Gizeux
Gizeux est une commune française du département d'Indre-et-Loire, en région Centre-Val de Loire.
Elle fut autrefois située dans l'ancienne province d'Anjou.

## Géographie
| Noyant-Villages Maine-et-Loire | Rillé     |            |
| Courléon Maine-et-Loire        | Gizeux    | Continvoir |
|                                | Bourgueil |            |

### Localisation

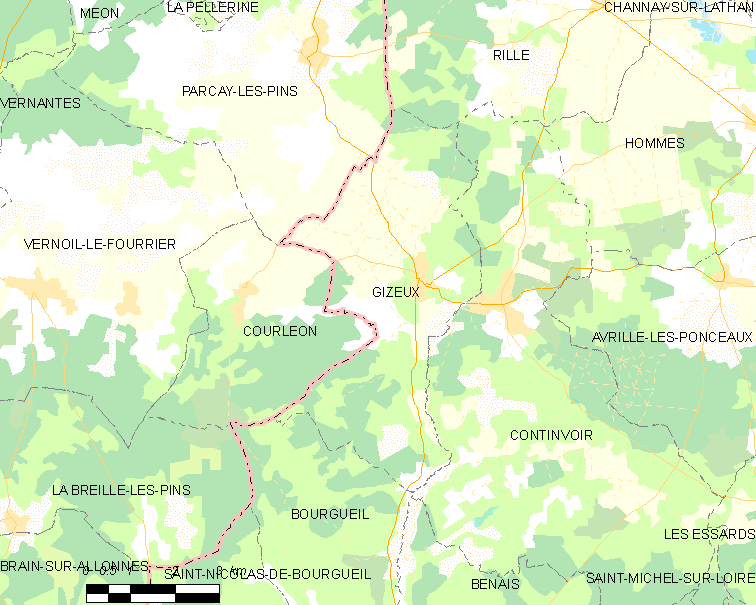
Situation géographique de Gizeux

La commune de Gizeux se situe à l'ouest du département d'Indre-et-Loire, près du département voisin de Maine-et-Loire. Gizeux est à 15 kilomètres au nord de Bourgueil, à 35 kilomètres de Saumur, à 21 kilomètres de Château-la-Vallière et à un peu plus d'une quarantaine de kilomètres de Tours.
Gizeux se situe dans la Touraine angevine, anciennement l'Anjou jusqu'à la Révolution française.

### Hydrographie

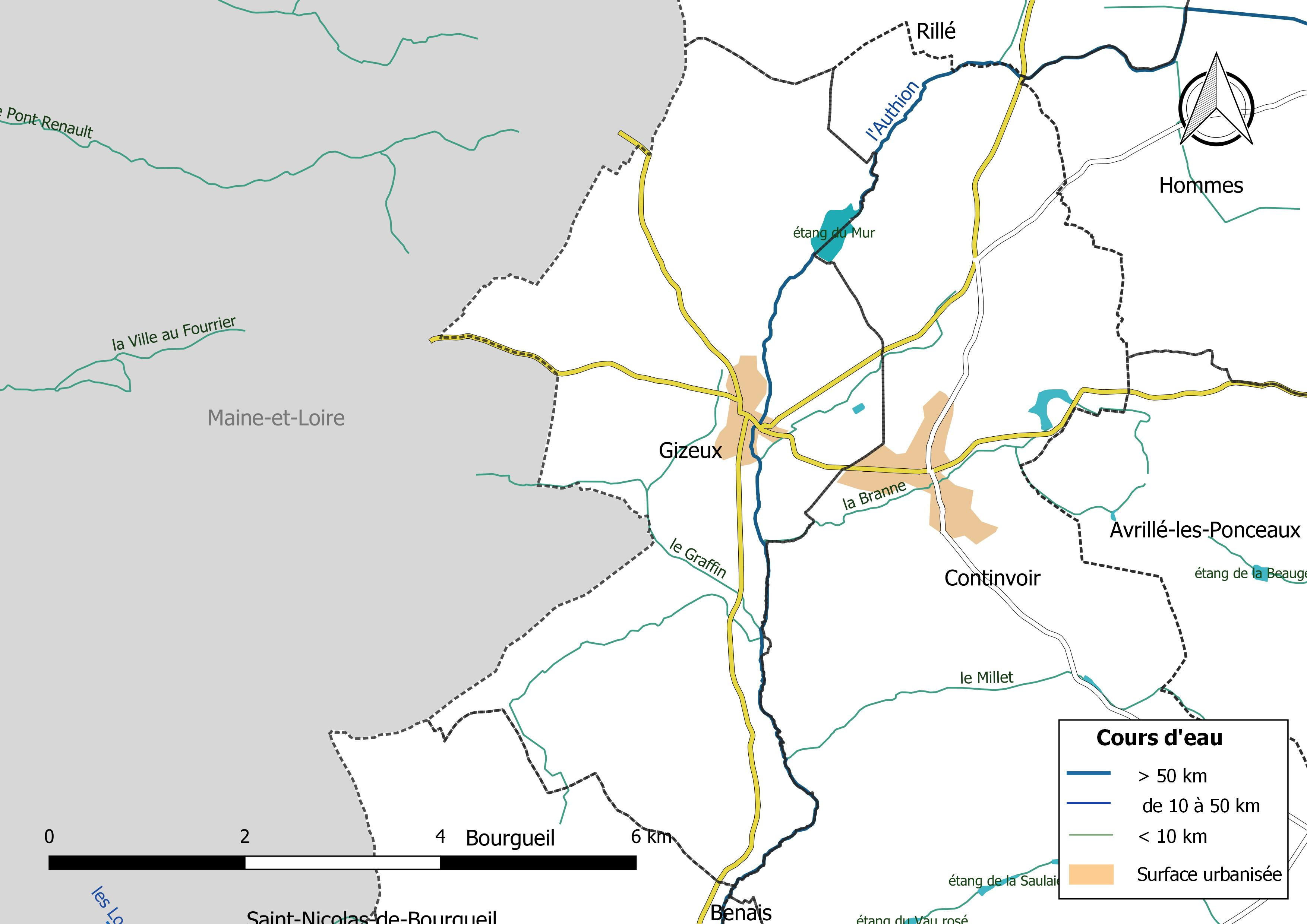
Réseau hydrographique de Gizeux.

Le réseau hydrographique communal, d'une longueur totale de 19,39 km, comprend un cours d'eau notable, l'Authion (7,737 km), qui prend localement le nom de Changeon, et cinq petits cours d'eau dont la Branne (0,613 km) et le Graffin (3,124 km),.
L'Authion, d'une longueur totale de 99,8 km, prend sa source à 86 m d'altitude près de Bourgueil, à Hommes, à la fontaine de la Favrie.  et se jette  dans la Loire près d'Angers à Sainte-Gemmes-sur-Loire, à 15 m d'altitude, après avoir traversé 29 communes. Sur le plan piscicole, l'Authion est classé en deuxième catégorie piscicole. Le groupe biologique dominant est constitué essentiellement de poissons blancs (cyprinidés) et de carnassiers (brochet, sandre et perche).
Sept zones humides ont été répertoriées sur la commune par la direction départementale des territoires (DDT) et le conseil départemental d'Indre-et-Loire : « la vallée du Changeon du Moulin Foulon au Moulin Boutard », « la prairies humides de Gizeux », « la prairies humides du Changeon », « la vallée de l'étang de Chaumont », « l'étang du Mur », « la tourbière de Gizeux » et « la vallée du Changeon de la Besselière à Gravoteau »,.

### Climat
Pour des articles plus généraux, voir Climat du Centre-Val de Loire et Climat d'Indre-et-Loire.
En 2010, le climat de la commune est de type climat océanique altéré, selon une étude du CNRS s'appuyant sur une série de données couvrant la période 1971-2000. En 2020, Météo-France publie une typologie des climats de la France métropolitaine dans laquelle la commune est exposée à un climat océanique et est dans la région climatique  Moyenne vallée de la Loire, caractérisée par une bonne insolation (1 850 h/an) et un été peu pluvieux. 
Pour la période 1971-2000, la température annuelle moyenne est de 11,7 °C, avec une amplitude thermique annuelle de 14,7 °C. Le cumul annuel moyen de précipitations est de 691 mm, avec 11,1 jours de précipitations en janvier et 6,4 jours en juillet. Pour la période 1991-2020, la température moyenne annuelle observée sur la station météorologique de Météo-France la plus proche, sur la commune de Channay-sur-Lathan à 11 km à vol d'oiseau, est de 12,1 °C et le cumul annuel moyen de précipitations est de 708,7 mm,. Pour l'avenir, les paramètres climatiques de la commune estimés pour 2050 selon différents scénarios d'émission de gaz à effet de serre sont consultables sur un site dédié publié par Météo-France en novembre 2022.

## Urbanisme

### Typologie
Au 1er janvier 2024, Gizeux est catégorisée commune rurale à habitat très dispersé, selon la nouvelle grille communale de densité à sept niveaux définie par l'Insee en 2022.
Elle est située hors unité urbaine et hors attraction des villes,.

### Occupation des sols
L'occupation des sols de la commune, telle qu'elle ressort de la base de données européenne d’occupation biophysique des sols Corine Land Cover (CLC), est marquée par l'importance des territoires agricoles (49,1 % en 2018), en augmentation par rapport à 1990 (45,2 %). La répartition détaillée en 2018 est la suivante : 
forêts (48,3 %), terres arables (33,7 %), zones agricoles hétérogènes (8,1 %), prairies (7,3 %), zones urbanisées (2 %), milieux à végétation arbustive et/ou herbacée (0,6 %). L'évolution de l’occupation des sols de la commune et de ses infrastructures peut être observée sur les différentes représentations cartographiques du territoire : la carte de Cassini (XVIIIe siècle), la carte d'état-major (1820-1866) et les cartes ou photos aériennes de l'IGN pour la période actuelle (1950 à aujourd'hui).

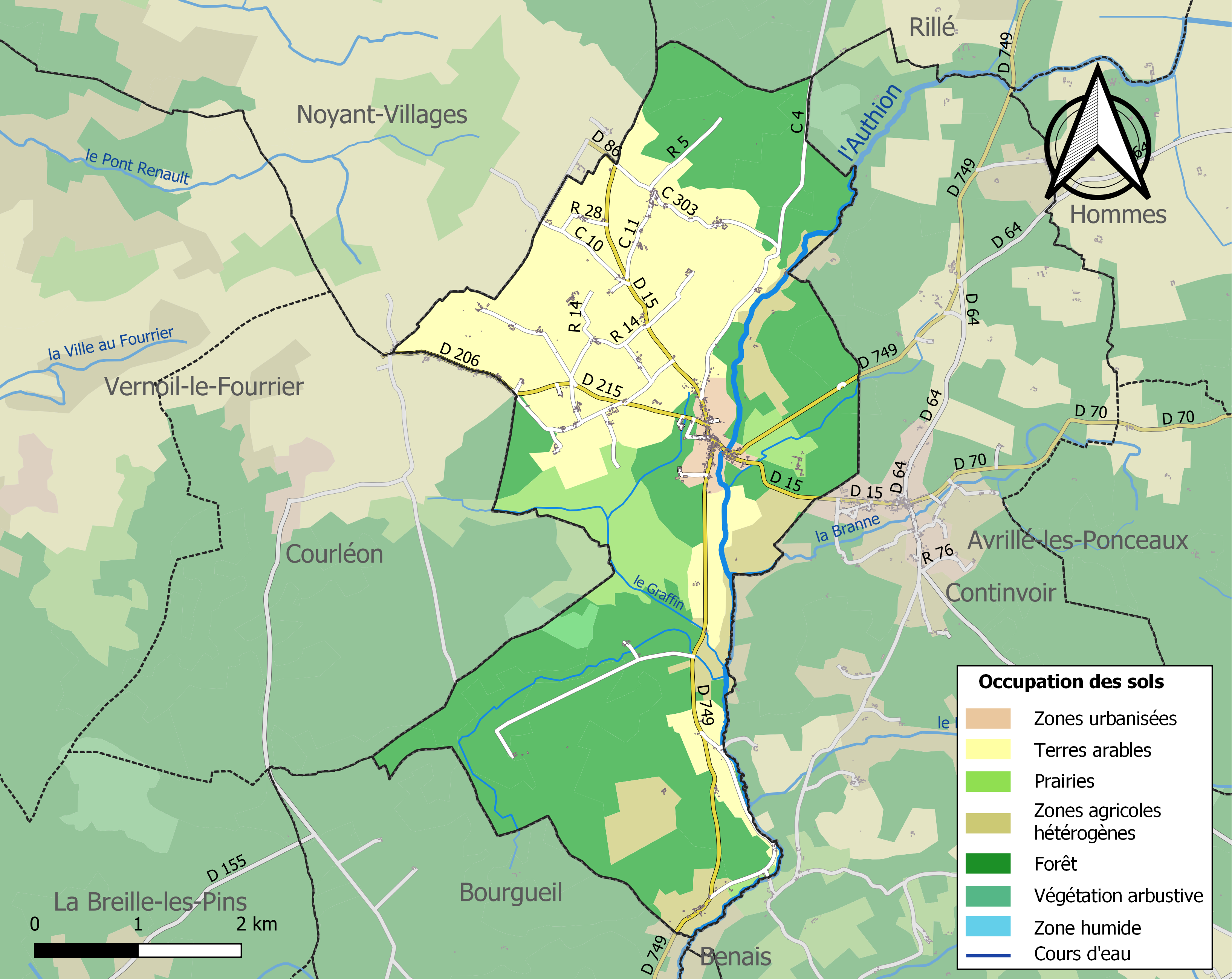
Carte des infrastructures et de l'occupation des sols de la commune en 2018 (CLC).

### Risques majeurs
Le territoire de la commune de Gizeux est vulnérable à différents aléas naturels : météorologiques (tempête, orage, neige, grand froid, canicule ou sécheresse), feux de forêts et séisme (sismicité faible). Il est également exposé à un risque technologique, le risque nucléaire. Un site publié par le BRGM permet d'évaluer simplement et rapidement les risques d'un bien localisé soit par son adresse soit par le numéro de sa parcelle.

#### Risques naturels
Pour anticiper une remontée des risques de feux de forêt et de végétation vers le nord de la France en lien avec le dérèglement climatique, les services de l’État en région Centre-Val de Loire (DREAL, DRAAF, DDT) avec les SDIS ont réalisé en 2021 un atlas régional du risque de feux de forêt, permettant d’améliorer la connaissance sur les massifs les plus exposés. La commune, étant pour partie dans le massif de Bourgueil, est classée au niveau de risque 1, sur une échelle qui en comporte quatre (1 étant le niveau maximal).

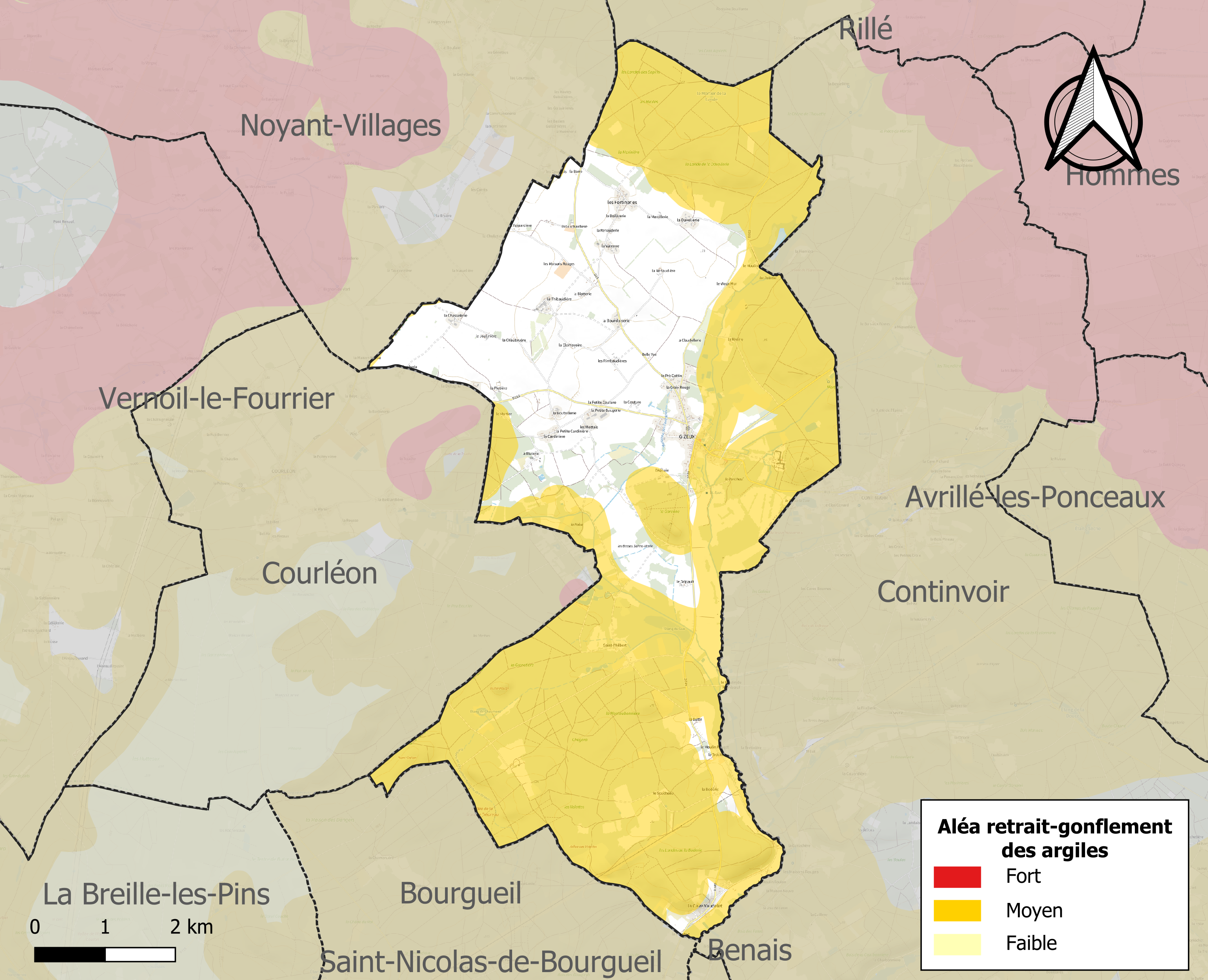
Carte des zones d'aléa retrait-gonflement des sols argileux de Gizeux.

Le retrait-gonflement des sols argileux est susceptible d'engendrer des dommages importants aux bâtiments en cas d’alternance de périodes de sécheresse et de pluie. 64,6 % de la superficie communale est en aléa moyen ou fort (90,2 % au niveau départemental et 48,5 % au niveau national). Sur les 284 bâtiments dénombrés sur la commune en 2019, 75 sont en aléa moyen ou fort, soit 26 %, à comparer aux 91 % au niveau départemental et 54 % au niveau national. Une cartographie de l'exposition du territoire national au retrait gonflement des sols argileux est disponible sur le site du BRGM,.
Concernant les mouvements de terrains, la commune a été reconnue en état de catastrophe naturelle au titre des dommages causés par des mouvements de terrain en 1999.

#### Risques technologiques
En cas d’accident grave, certaines installations nucléaires sont susceptibles de rejeter dans l’atmosphère de l’iode radioactif. La commune étant située dans le périmètre immédiat de 5 km autour de la centrale nucléaire de Chinon, elle est exposée au risque nucléaire. À ce titre les habitants de la commune ont bénéficié, à titre préventif, d'une distribution de comprimés d’iode stable dont l’ingestion avant rejet radioactif permet de pallier les effets sur la thyroïde d’une exposition à de l’iode radioactif. En cas d'incident ou d'accident nucléaire, des consignes de confinement ou d'évacuation peuvent être données et les habitants peuvent être amenés à ingérer, sur ordre du préfet, les comprimés en leur possession.

## Histoire

### Histoire de la commune
Partie intégrante de la province d'Anjou et de son histoire, Gizeux et la région de Bourgueil (y compris le domaine du château de Gizeux et jusqu'à Château-la-Vallière) furent rattachées en 1790 au tout nouveau département d'Indre-et-Loire.
En 1343, le sel devient un monopole d'État par une ordonnance du roi Philippe VI de Valois, qui institue la gabelle, la taxe sur le sel. L'Anjou fait partie des pays de « grande gabelle » et comprend seize tribunaux spéciaux ou « greniers à sel », dont celui de Bourgueil.
Le 24 mai 1589, Duplessis-Mornay gouverneur de Saumur (1589-1621) ne commande pas seulement la ville de Saumur, il prend la tête d'un gouvernement spécial qui est détaché de l'Anjou. Cette sénéchaussée de Saumur, englobe au nord de la Loire le pays de Bourgueil.
Gizeux et le pays bourgueillois (s'étendant jusqu'à Ingrandes vers l'est et jusqu'au château de Gizeux au nord) dépendra de la sénéchaussée de Saumur jusqu'à la Révolution française.
Le château de Gizeux se situe à une quinzaine de kilomètres au nord de Bourgueil (département d'Indre-et-Loire) dans une région verdoyante et boisée faisant partie de l'ancienne province d'Anjou. Il a été construit à l'emplacement d'un ancien château fort du XIVe siècle. (47° 23′ 27″ N, 0° 12′ 21″ E)
Le château fait l'objet d’un classement au titre des monuments historiques depuis le 24 mai 1945.

### Histoire du château
La seigneurie de Gizeux a appartenu à la famille du poète Joachim du Bellay de 1315 à 1660.
Après avoir été la possession de différents personnages il devient la propriété de la famille de Contades (1786 - XXe siècle). Depuis le XXe siècle, il est la propriété de la famille de Laffon.
En 1790, cette partie de l'Anjou s'étirant de Bourgueil au sud jusqu'à Château-la-Vallière au nord et englobant Gizeux fut rattachée au département d'Indre-et-Loire.
En 1817, Gizeux a annexé la commune de Saint-Philibert-de-la-Pelouse.

## Politique et administration

### Liste des maires
| Période                                  | Période   | Identité                         | Étiquette | Qualité |
| ---------------------------------------- | --------- | -------------------------------- | --------- | ------- |
|                                          |           | Louis-Gabriel de Contades-Gizeux |           |         |
|                                          |           | Arthur-Louis de Contades-Gizeux  |           |         |
|                                          |           |                                  |           |         |
| mars 2001                                | mars 2008 | Odette Renoux                    |           |         |
| mars 2008                                | En cours  | Thierry Beaupied                 | DVG       | Employé |
| Les données manquantes sont à compléter. |           |                                  |           |         |

### Tendances politiques et résultats
| Scrutin             | Scrutin             | 1er tour | 1er tour  | 1er tour | 1er tour | 1er tour  | 1er tour | 1er tour | 1er tour  | 1er tour | 1er tour | 1er tour | 1er tour | 2d tour | 2d tour | 2d tour | 2d tour | 2d tour | 2d tour |
| Scrutin             | Scrutin             | 1er      | 1er       | %        | 2e       | 2e        | %        | 3e       | 3e        | %        | 4e       | 4e       | %        | 1er     | 1er     | %       | 2e      | 2e      | %       |
| ------------------- | ------------------- | -------- | --------- | -------- | -------- | --------- | -------- | -------- | --------- | -------- | -------- | -------- | -------- | ------- | ------- | ------- | ------- | ------- | ------- |
| Présidentielle 2017 | Présidentielle 2017 |          | FN        | 28,35    |          | LR        | 28,35    |          | EM        | 19,92    |          | LFI      | 12,26    |         | EM      | 54,42   |         | FN      | 45,58   |
| Présidentielle 2022 | Présidentielle 2022 |          | LREM      | 37,28    |          | RN        | 26,32    |          | LFI       | 15,79    |          | REC      | 8,77     |         | RN      | 51,74   |         | LREM    | 48,26   |
| Législatives 2022   | 5e                  |          | MoDem-Ens | 38,99    |          | RN        | 23,90    |          | PCF-Nupes | 12,58    |          | LR       | 10,69    |         | MoDem   | 52,98   |         | RN      | 47,02   |
| Législatives 2024   | 5e                  |          | RN        | 46,19    |          | MoDem-Ens | 29,15    |          | PCF-NFP   | 17,49    |          | LR       | 6,73     |         | RN      | 50,44   |         | MoDem   | 49,56   |

## Population et société

### Démographie
L'évolution du nombre d'habitants est connue à travers les recensements de la population effectués dans la commune depuis 1793. Pour les communes de moins de 10 000 habitants, une enquête de recensement portant sur toute la population est réalisée tous les cinq ans, les populations de référence des années intermédiaires étant quant à elles estimées par interpolation ou extrapolation. Pour la commune, le premier recensement exhaustif entrant dans le cadre du nouveau dispositif a été réalisé en 2008.

En 2022, la commune comptait 377 habitants, en évolution de −5,75 % par rapport à 2016 (Indre-et-Loire : +1,67 %, France hors Mayotte : +2,11 %).
| 1793 | 1800 | 1806 | 1821 | 1831 | 1836 | 1841 | 1846 | 1851 |
| ---- | ---- | ---- | ---- | ---- | ---- | ---- | ---- | ---- |
| 562  | 456  | 519  | 761  | 821  | 839  | 759  | 814  | 817  |

| 1856 | 1861 | 1866 | 1872 | 1876 | 1881 | 1886 | 1891 | 1896 |
| ---- | ---- | ---- | ---- | ---- | ---- | ---- | ---- | ---- |
| 871  | 881  | 920  | 863  | 827  | 855  | 869  | 814  | 811  |

| 1901 | 1906 | 1911 | 1921 | 1926 | 1931 | 1936 | 1946 | 1954 |
| ---- | ---- | ---- | ---- | ---- | ---- | ---- | ---- | ---- |
| 801  | 775  | 817  | 747  | 729  | 706  | 685  | 713  | 638  |

| 1962 | 1968 | 1975 | 1982 | 1990 | 1999 | 2006 | 2008 | 2013 |
| ---- | ---- | ---- | ---- | ---- | ---- | ---- | ---- | ---- |
| 624  | 606  | 643  | 536  | 510  | 427  | 445  | 451  | 408  |

| 2018 | 2022 | - | - | - | - | - | - | - |
| ---- | ---- | - | - | - | - | - | - | - |
| 381  | 377  | - | - | - | - | - | - | - |

### Manifestations culturelles et festivités
Plusieurs étés, des spectacles ont été organisés au sein du château par la compagnie de « La Pastière », dont des représentations théâtrales de Cyrano de Bergerac avec un spectacle itinérant à travers les différents lieux du château (logis, écuries, douves, jardins).
D'autres animations viennent dynamiser Gizeux, tels que des soirées Patrimoine et Gourmandise (sur réservation), ainsi qu'une grande fête chaque 15 août (depuis 2018), animée par des bénévoles costumés comme à l'époque des Lumières, proposant des stands de producteurs locaux, d'artisans d'art et des animations diverses (combats d'épée, démonstrations de tir à la poudre, équipages de chasse à courre avec chiens de meute, initiation aux danses Renaissance, …).

## Culture locale et patrimoine

### Lieux et monuments
- Château des XVe, XVIe et XVIIIe siècles[35].
- Église Notre-Dame : non loin du château, l'église renferme de splendides tombeaux de membres de la famille du Bellay. De rarissimes orants du XVIIe siècle furent réalisés en marbre blanc par Nicolas Guillain dit Cambrai ou Nicolas de Cambrai, directeur de l'Académie royale de sculpture de Paris.

### Personnalités liées à la commune

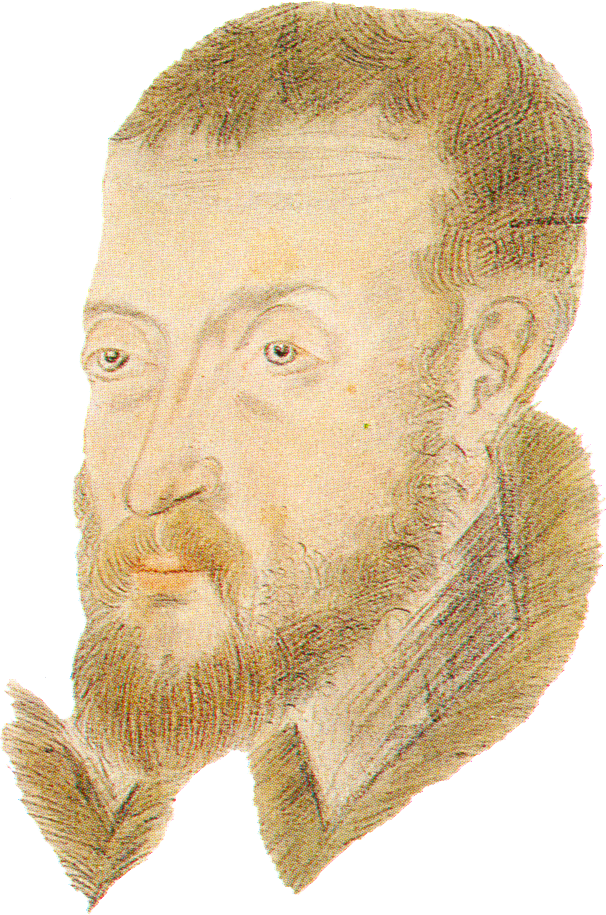
Le poète Joachim du Bellay.

- L'écrivain et poète français Joachim du Bellay né au château de la Turmelière, commune de Liré en Maine-et-Loire en 1522 et mort à Paris le 1er janvier 1560.
- La famille de Contades : Louis Georges Érasme de Contades né le 19 octobre 1704, « marquis » de Contades et seigneur de Montgeoffroi, mort le 19 janvier 1795. Il fut promu maréchal de camp en 1740, lieutenant-général en 1745 enfin maréchal de France le 24 août 1758. Il eut deux enfants : Françoise-Gertrude et Georges-Gaspard. Celui-ci, né le 3 janvier 1726, devint « marquis » de Contades et seigneur de Montgeoffroi, et est tué en 1794. Il eut 4 enfants dont Louis-Gabriel, « marquis » de Gizeux, né le 11 octobre 1759, mort le 18 juin 1825. Il a été promu maréchal de camp en 1814. Louis-Gabriel eut trois enfants dont Camille-Auguste né le 10 mars 1791, qui devint à son tour « marquis » de Gizeux. Son frère, Érasme-Gaspard, né le 12 mars 1758, « marquis » de Contades et seigneur de Montgeoffroi, devint en 1815 pair de France, lieutenant général et meurt le 9 novembre 1834.